# Kalinowszczyzna (rejon czortkowski)
Kalinowszczyzna – wieś na Ukrainie, w  rejonie czortkowskim obwodu tarnopolskiego, w hromadzie Białobożnica.